# Amerikaanse gemaskerde spitsmuis
De Amerikaanse gemaskerde spitsmuis (Sorex cinereus)  is een zoogdier uit de familie van de spitsmuizen (Soricidae). De wetenschappelijke naam van de soort werd voor het eerst geldig gepubliceerd door Kerr in 1792.

## Voorkomen
De soort komt voor in Canada en de Verenigde Staten.